# ریزعلی خواجوی
اَزبرعلی حاجوی معروف به ریزعلی خواجوی و دهقان فداکار (۵ اسفند ۱۳۰۹ – ۱۱ آذر ۱۳۹۶) در شهرستان میانه استان آذربایجان شرقی فرزند علی‌اصغر، فردی بود که داستان تلاش او برای جلوگیری از برخورد قطار با سنگ‌های فروریخته از کوه، سال‌ها با عنوان «دهقان فداکار» در کتاب فارسی سوم دبستان چاپ می‌شد. در سال‌های اخیر شکل مختصرتر شدهٔ داستان او در درس «فداکاران» کتاب فارسی همین پایه گنجانده شده است.

## خلاصهٔ رویداد
ریزعلی خواجوی معروف به دهقان فداکار روز ۵ اسفند ۱۳۰۹ در روستای قلعه‌جوق شهرستان میانه متولد شد.
او در آبان ۱۳۴۰، در سن ۳۲ سالگی شب‌هنگام در حالی که خسته و کوفته از کار بر روی زمین در کنار ریل قطار به خانه بازمی‌گشت، متوجّه مسدود شدن مسیر قطار به علت ریزش کوه شد. در آن هنگام برای نجات قطار و مسافران آن، لباس خود را آتش زد و بر روی چوبی قرار داد و به سمت قطار دوید؛ او همچنین برای جلب توجه مسئولان قطار که در فاصله دوری با سرعت نزدیک می‌شد با شلیک چند گلوله از تفنگ شکاری خود، توانست باعث توقف کامل قطار شود، و مسافران قطار همگی از او قدردانی کردند و همچنین از سال بعد یعنی در سال ۱۳۴۱ این عمل شایستهٔ او در کتابهای درسی فارسی سال تحصیلی سوم دبستان منتشر شد.

## تقدیر از دهقان فداکار
در سال ۱۳۸۵ در سومین همایش اعطای تندیس ملی فداکاری از وی تجلیل شد و این تندیس به او اهدا شد. این مراسم در تالار علامه امینی دانشگاه تهران برگزار شد. دهقان فداکار میان نوجوانان و جوانان ایرانی جلوهٔ محترم و متینی دارد و همواره از او به نیکی یاد می‌شود.

## در سینما
ماجرای دهقان فداکار یک بار در سال ۱۳۴۷ با روایتی مشابه دستمایهٔ فیلم مستندی به نام «اون شب که بارون اومد (حماسهٔ روستازادهٔ آذربایجانی )» به کارگردانی کامران شیردل قرار گرفت.
مستند دهقان فداکار روایتی از رویداد ریزعلی خواجوی به زبان خود او، همسر، نزدیکان و دوستانش در ایام پایانی حیات وی است. فیلم روایتی مستند از داستان قهرمانی، محل وقوع رویداد و انتقال حس فداکاری به مخاطب را دارد و سامان مرادحسینی کارگردان و تهیه‌کنندهٔ تلویزیون و سینما در سال ۱۳۹۷ این فیلم را تهیه کرده است.

## درگذشت
ریزعلی خواجوی در روز شنبه ۱۱ آذر ۱۳۹۶ در سن ۸۶ سالگی بعد از تحمل ۲۰ روز بیماری در بیمارستان امام رضای تبریز درگذشت. و در ۱۳ آذر در زادگاهش شهرستان میانه به خاک سپرده شد.

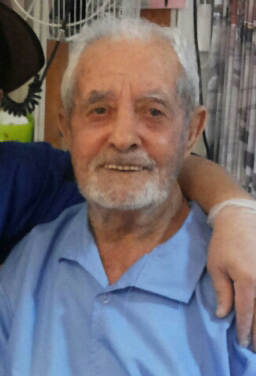
ریزعلی خواجوی در بیمارستان شهید رجایی (بهمن ماه ۱۳۹۳)